# Racale
Racale est une commune de la province de Lecce, dans la région des Pouilles.

## Administration
| Période                                  | Période  | Identité       | Étiquette       | Qualité |
| ---------------------------------------- | -------- | -------------- | --------------- | ------- |
| mai 2012                                 | En cours | Donato Metallo | (liste civique) |         |
| Les données manquantes sont à compléter. |          |                |                 |         |

Massimo Basurto

### Hameaux
Torre Suda.

### Communes limitrophes
Alliste, Melissano, Taviano, Ugento.